# Blaenavon
Blaenavon (en Gal·lès, Blaenafon) és una ciutat i un lloc Patrimoni de la Humanitat situat al sud-est de Gal·les, situada a la font de l'Afon Lwyd nord de Pontypool, dins dels límits del comtat històric de Monmouthshire i el comtat de Gwent conservat.
La ciutat es troba a la part alta d'un turó i té una població de 6.055. Blaenavon literalment significa "davant del riu" o vagament "font del riu" en l'idioma gal·lès.